# Barbie: Moda mágica en París
Barbie: Moda mágica en París (título original: Barbie: A Fashion Fairytale) es una película por ordenador animada directa a DVD y parte de la saga de películas de Barbie. Fue lanzada el 14 de septiembre de 2010. Esta fue la primera película en la que Kelly Sheridan no presta su voz a Barbie siendo el debut de Diana Kaarina.
Tiffany Giardina interpretó una canción original para la película llamada "Life is a Fairytale", Ivi Adamou realizó la versión griega llamada "I Vasilissa Tis Modas". Rachael Bearer cantó la segunda canción original titulada "Get Your Sparkle On".

## Personajes
- Barbie: Barbie es una chica optimista, segura y con un increíble estilo. Es una persona con la que uno se divierte y es una amiga increíblemente fiel. Barbie utiliza su creatividad (y su gran red de amigos y fanes) para salvar el negocio de su tía. También inspira a su amiga Marie-Alecia a compartir su don por el diseño de modas y a hacer sus sueños realidad. A lo largo del camino, ella incluso ¡vuelve a descubrir su brillo interior!
- Ken: Ken es el novio de Barbie y le encanta practicar deportes. Es relajado, optimista, y busca lo mejor de cada persona que conoce. Ken tiene un gran sentido del humor, una personalidad con los pies en la tierra.
- Marie-Alecia: Marie-Alecia es una diseñadora de modas tímida con un increíble talento. En secreto sueña con tener éxito pero es demasiado tímida y poco segura de sí misma para hacer grandes cosas ¡estar en el centro de la atención le asusta!. Cuando Barbie ve su cuaderno de bocetos, la alienta a compartir con el resto del mundo de la moda.
- Jaqueline: Jaqueline es fácil de reconocer: moderna, conocedora y siempre al tanto de lo último en moda. Esta diseñadora rival no quiere estar a la moda, quiere establecer las tendencias de moda ella misma. Jacqueline es engañosa y competitiva. Hará cualquier cosa para sacar ventaja, pero no se lleva para nada con Barbie y sus amigos.
- Delphine: Delphine es la asistente leal de Jacqueline, se deja llevar por su jefa, pero en el fondo, es buena chica que preferiria jugar de manera justa.
- Las fashion-hadas: Shyne, Shimmer y Glimmer, son un trío de fashion-hadas quienes no tienen alas pero si tienen brillantes poderes mágicos. Juntas ¡pueden hacer de cualquier triste conjunto de ropa en algo totalmente fabuloso!
  - Shyne: Es la líder valiente, atrevida. Ella le añade un hermoso toque brillante a los conjuntos de moda. A pesar de su delicado tamaño, es muy segura. Tiene un increíble sentido del humor por lo que es muy divertido estar con ella.
  - Shimmer: Es alegre, soñadora, despreocupada quien siempre ve las cosas de manera positiva. Su toque mágico es añadir destello a los conjuntos de moda ¡y lo hace hermosamente!
  - Glimmer: Necesita mucha practica cuando se trata de utilizar sus poderes mágicos de brillo. Hace su mejor esfuerzo pero en ocasiones solo logra sacar un pequeño brillo. Por suerte, nunca se desilusiona y tiene mucha ayuda por parte de sus amigas.
- Sequin: Barbie adora a su perrita Sequin, una French Poodle ultra glamourosa. Igual que su dueña ¡le encanta mucho lo que tenga brillo! Puede parecer mimada pero le gusta mucho jugar y divertirse. En París, a Sequin le emociona vestir los diseños de alta costura de la línea para mascotas de Jacques en un impresionante desfile de modas.
- Jacques: Sequin conoce a Jacques durante su viaje a París con Barbie. Para Jacques ¡conocer a Sequin fue amor a primera vista! Él es un vigoroso Jack Russel Terrier con increíble talento para el diseño de modas.
- Jilliana: Jilliana es una gatita francesa presumida y consentida. No puede evitar el poner los ojos en blanco por el gran flechazo de Jacques con Sequin. Mientras que esta está feliz de que Sequin haya inspirado a Jacques a diseñar de nuevo, piensa que todo el tema romántico es bastante pasado de moda.

## Reparto
| Personajes           | Voz Original Estados Unidos | Doblaje en Latinoamérica | Doblaje en España                    | Doblaje en Japón |
| -------------------- | --------------------------- | ------------------------ | ------------------------------------ | ---------------- |
| Barbie               | Diana Kaarina               | Paola Mingüer            | Mar Bordallo                         | Mamiko Noto      |
| Ken                  | Adrian Petriw               | Enzo Fortuny             | José Manuel Rodríguez                | Akio Ōtsuka      |
| Marie-Alecia "Alice" | Tabitha St. Germain         | Jessica Ángeles          | Sandra Jara                          | Kanako Sakai     |
| Tía Milicent         | Patricia Drake              | Angelita Villanueva      | Licia Alonso                         | Kana Ichinose    |
| Jaqueline            | Alexandra Devine            | Alma Juárez              | Cristina Yuste                       |                  |
| Delphine             | Shannon Chan-Kent           | Hiromi Hayakawa          | Itziar Urretabizkaia                 |                  |
| Teresa               | Maryke Hendrikse            | Gabriela Ugarte          | María Blanco                         |                  |
| Grace                | Kandyse McClure             | Cristina Hernández       | Inés Blázquez                        |                  |
| Raquelle             | Britt Irvin                 | Karla Falcón             | Itziar Urretabizkaia                 | Yumi Takada      |
| Shyne                | Chiara Zanni                | Analiz Sánchez           | Ana Esther Alborg                    |                  |
| Shimmer              | Kelly Metzger               | Alondra Hidalgo          | Inés Blázquez                        |                  |
| Glimmer              | Andrea Libman               | Cynthia de Pando         | Chelo Molina                         |                  |
| Sequin               | Brandy Kopp                 | Monserrat Mendoza        | Carmen Cervantes                     |                  |
| Jacques              | Charles Fathy               | Arturo Cataño            | Juan Antonio García Sainz de la Maza |                  |
| Jilliana             | Annick Obonsawin            | Claudia Motta            | Chelo Vivares                        |                  |
| Lilliana Roxelle     | Nicole Oliver               | Alexandra Vicencio       | Begoña Hernando                      |                  |